# AMSN
aMSN es un cliente de mensajería instantánea que utiliza el protocolo MSN y está publicado bajo la licencia GPL. Su nombre proviene de Álvaro's Messenger. Su principal objetivo es ayudar a que los nuevos usuarios de Linux puedan seguir en contacto con sus conocidos que usan Windows y Macintosh. Para lograr sus propósitos aMSN imita la apariencia y el uso de Windows Live Messenger y admite muchas de sus características.
También presenta particularidades que no incluye el cliente original, como por ejemplo, que incorpora alarmas, es muy configurable, permite conectarse a varias cuentas a la vez, guarda en un historial las imágenes de usuario y (opcionalmente) las sesiones de webcam de todos los contactos, soporta temas visuales (skins) y mantiene un historial de conversaciones. Ofrece la posibilidad de realizar videollamadas con audio y vídeo.

## Características
Algunas de sus características son:
- Visualización de imágenes.
- Emoticonos personalizados.
- Soporte multi-idioma (unos 40 idiomas soportados actualmente).
- Soporte para webcam.
- Inicia sesión en más de una cuenta simultáneamente.
- Transferencia de archivos sin límite de velocidad.
- Soporte para grupos.
- Emoticonos normales y animados con sonidos.
- Logs (registros de actividad) de las conversaciones.
- Impresión de la hora en los mensajes.
- Alarmas de evento.
- Soporte para conferencia.
- Ventanas de conversación con pestañas.
- Soporte de plugins para añadir nuevas funcionalidades.
- Soporte de skins para cambiar la apariencia.

La versión (0.97) tiene soporte para anti-aliasing con lo que el texto se ve mejor, y también incorpora la gestión para MSN Spaces.
aMSN no sólo está disponible para GNU/Linux, también es posible usarlo en cualquier sistema Unix, Macintosh y Windows, así como en cualquier plataforma que integre el intérprete Tcl/Tk.

## Historia
aMSN está basado en otro software anterior llamado Compu's Messenger CcMsn. Este programa fue liberado el 21 de septiembre de 2001 por Dave Mifsud. En principio era muy limitado, ya que apenas podía soportar pocas funciones más que la charla básica. Cuando se llegó a un punto en el que parecía que su desarrollo estaba detenido, Álvaro Iradier (entonces estudiante de Ingeniería Informática en la Universidad de Zaragoza, y actualmente profesor en dicha universidad) y Dídimo Grimaldo decidieron continuar con su propia versión de ccMSN de manera independiente. Sin embargo muy pronto ambos establecieron contacto por medio de un foro y decidieron unir esfuerzos para seguir trabajando en la nueva versión: aMSN. El 22 de mayo de 2002 vio la luz la primera versión de su programa. 
El núcleo principal de desarrolladores del programa sufriría la baja de Grimaldo en julio de 2002 por falta de tiempo, pero se vio compensado con la incorporación de Philippe G. Khalaf y más tarde Youness Alaoui. 
En la actualidad el proyecto se mantiene gracias a la participación de un gran número de desarrolladores, traductores, diseñadores... todos trabajando de forma altruista.